# 羽鳥慎一
羽鳥 慎一（はとり しんいち、1971年（昭和46年）3月24日 - ）は、日本の男性フリーアナウンサー、総合司会者、元日本テレビのエグゼクティブアナウンサー。テイクオフ所属。

## 来歴
教育、学生時代の活動など
埼玉県上尾市出身。小学生の時、埼玉県から神奈川県横浜市に転居。
横浜市立権太坂小学校、横浜市立境木中学校、神奈川県立横浜平沼高等学校卒業後一浪し、早稲田大学政治経済学部経済学科に進学。同大学同学部を卒業。
就職活動でアナウンサーを志望した動機は野球の実況をしたかったためで、第一志望の放送局が日本テレビだった。
職務経歴
1994年4月に日本テレビに入社。プロ野球中継の実況等を経て『ズームイン!!サタデー』（以下『ズムサタ』）、『ズームイン!!SUPER』（以下『ズームイン!!』）の総合司会、NNN24の朝のニュース枠『モーニングライブ』のキャスター（平日担当）、『ものまねバトル』の総合司会などを担当し、2009年に第30回NNSアナウンス大賞テレビ部門大賞受賞。
2009年12月31日放送の『第60回NHK紅白歌合戦』（NHK総合・ラジオ第1）に、FUNKY MONKEY BABYS（後述）の応援で、ズームインのキャラクターであるズーミンを連れてゲスト出演。
2011年3月31日を以って日本テレビを退社し、フリーアナウンサーに転身。表明直後に『情報満載ライブショー モーニングバード!』の総合司会に就任。
フリー転身後は『情報満載ライブショー モーニングバード!』→『モーニングバード』→『モーニングショー』、『未来シアター』の総合司会などを務めている。局アナ時代から担当していた『人生が変わる1分間の深イイ話』、『ぐるぐるナインティナイン』にもフリーの立場で出演継続している。これ以外にも『24時間テレビ 「愛は地球を救う」』など日本テレビの特別番組に多く起用されており、2011年10月からは『1番ソングSHOW』にも起用された。
2013年6月20日、前年を以って司会を退いた小倉智昭の後任として、『サントリー1万人の第九 "10000 Freude"』の新司会者に就任することが発表された。

## 人物、パーソナルデータ
愛称
愛称が「バード」となった経緯は、ズムサタのスポーツコーナー担当として就任間もないころにニックネームを募集したものの応募が少なかったことから初代総合司会であり先輩でもある福澤朗に「バードでいいんじゃない？」と名付けられ、それが定着したものである。以降、『ぐるぐるナインティナイン』のナインティナインなど、共演者からも愛称「バード」で呼ばれるようになり、フリー直後に担当した『モーニングバード』では「バード」が番組タイトルにくみこまれた。
アナウンサー人気ランキング結果
an・an調査による2006年度「好きな男性アナウンサーランキング」では1位。オリコン調査による「好きな男性アナウンサーランキング」では長年TBSの安住紳一郎に次いで2位だったが、オリコンが安住を「殿堂入り」させてランキング外とした2010年には初の1位となった。なお、殿堂入りの条件は5回連続1位なので未だ殿堂入りは達成されておらず、1位獲得回数は最多である。
学生時代の部活動
中学（横浜市立境木中学校）・高校時代は、野球部に所属。中学はセカンド、高校ではアンダースローの投手、2年まではオーバースローだった。横浜平沼高校の野球部時代に、後に2年連続でセ・リーグ首位打者を獲得する鈴木尚典（当時横浜高校）と対戦し、2打席連続三振を奪ったことがある。ただし、その後の3打席で3安打を打たれた。エースとして夏の神奈川大会4回戦まで進出した実績がある。
趣味、嗜好、ファン歴など
- 酒豪であり、早めに帰宅した際は昼間から飲むこともある。しかし、それが祟(たた)って、2010年に痛風になったことがある[17]。
- 酒豪である反面、タバコ嫌いでもある[18]。しかし、声については数年に一度、全く出なくなる時がある[19]。
- 嫌いな食べ物はトマト[20]。
- 吉川晃司の大ファンで、コンサートにはほぼ100%足を運びトークショーにも行く[21]。
- FUNKY MONKEY BABYS（2013年解散）の「ヒーロー」のジャケット写真とミュージックビデオに起用されて以来彼らの大ファンになった。
- 私服に関しては、長袖がファッションポイントと話したことがある[22]。

交友、人間関係
- 日テレの同期である藤井貴彦に対し、「自分がフリーになる時は1番最初に藤井に伝える」と述べていたが、結果的にこの約束は破ることとなり、藤井はこのことに傷ついていると話している[23]。逆に藤井はフリーになる際「大事なことを1個教えてあげる」と羽鳥にきちんと伝えている[24]。
- フリー転身後に応じた週刊誌（2011年発売）のインタビューにおいて、日本テレビ『ZIP!』（自身が2代目男性総合司会を務めた『ズームイン!!SUPER』の後継番組）をよく視聴していることや後輩で同番組総合司会である桝太一にアドバイスをしていることを明かした。[注釈 6]

家族、私生活など
- 2012年8月にテイクオフ社長主催の会食で知り合い同年11月頃より渡辺千穂と交際、2013年4月23日放送の『モーニングバード!』の冒頭で交際を公表[25]、約2年の交際期間を経て2014年8月18日に渡辺と結婚[26][27]。2016年1月末に女児が誕生[28]。（渡辺は2016年下期のNHK連続テレビ小説『べっぴんさん』の脚本を担当したのだが、NHK総合テレビの『べっぴんさん』本放送の裏番組に『モーニングショー』があり、デイリースポーツと毎日新聞は「夫婦対決」と（おもしろおかしく）取り上げた[29][30]。）
- 2013年9月、埼玉で一人暮らしをしていた父親（実父）が死去[31]。2014年4月に『徹子の部屋』に出演した折に羽鳥は、黒柳徹子からこの話を切り出されたがこの話は仕事場など周囲の人々にもあまり話していないことを明かし、近くに住んでいた姉がたまたま数日連絡を取らなかった間に死亡したため、孤独死になったと述べ、「月に2、3回は（一緒に）食事していた。そういう機会を増やしていたので、もっと生きてくれればもっと色々とやれることがあった」と悔やみ、「孤独死する人がこんなに身近に出てくるとは思わなかった。それに父親は73年生きてきて、誰にも看取られず、なんで亡くなったのか原因もわからず、こんな風に人生を終えてしまうなんて…」と無念さをにじませた[31]。

身体データ
身長は182 cm。コンタクトレンズを使用している。
他
- 2022年12月時点では、テレビ東京系列の番組の出演歴がない。

## 出演

### 日本テレビ時代
報道・情報番組
| 期間          | 期間          | 番組名                       | 役職                         | 備考                                                               |
| ------------- | ------------- | ---------------------------- | ---------------------------- | ------------------------------------------------------------------ |
| 同局入社直後  | 同局入社直後  | ズームイン!!朝!              | 福留功男→福澤朗の代役司会    | その他にも、同番組コーナーにも随時出演                             |
| 同局入社直後  | 同局入社直後  | どんまい!!スポーツ&ワイド    | スポーツパートでのリポーター |                                                                    |
| 1996年4月6日  | 1998年8月29日 | ズームイン!!サタデー         | スポーツキャスター           |                                                                    |
| 1996年9月30日 | 1998年3月27日 | NNNニュースプラス1【平日版】 | スポーツキャスター           |                                                                    |
| 1997年12月    | 2005年11月    | NNN24                        | 『モーニングライブ』司会     |                                                                    |
| 1998年9月5日  | 2003年2月1日  | ズームイン!!サタデー         | 司会                         | 『ズームイン!!SUPER』司会就任に伴い降板                            |
| 2003年2月3日  | 2011年3月31日 | ズームイン!!SUPER            | 司会                         | 番組終了と同時に入社から17年間アナウンサーとして勤務した同局を退社 |

バラエティ・単発・スポーツ関連実況担当番組
太字は同局退社後もフリーとして出演を継続
- とんねるずの生でダラダラいかせて!!
- 新春スポーツスペシャル箱根駅伝
  - 74回 小田原中継所実況
  - 75回 戸塚中継所実況
  - 76回 小田原中継所実況
  - 77回 鶴見中継所実況
  - 78回 戸塚中継所実況
  - 79回 3号車（中継車）実況
  - 80回 鶴見中継所実況
- ぐるぐるナインティナイン（1998年10月 -『ゴチになります』進行役）- ゴチのイメージカラーは黒
- ものまねバトル（第19回 - 第27回・第42回・第43回〈最終回〉、司会）
- 真夜中の嵐（2001年10月4日 - 2002年6月27日）
- 劇空間プロ野球
  - 2002年8月10日の巨人対広島戦では阿部慎之助のプロ入り初のサヨナラホームランを実況している
- おすぎとピーコの金持ちA様×貧乏B様（2002年10月1日 - 2004年9月29日、司会）
- 金のA様×銀のA様（2005年4月28日 - 2006年6月22日、レギュラー）
- 極上の月夜（2006年10月16日 - 2007年6月18日）
- オジサンズ11（2007年10月15日 - 2008年9月8日）- リポーター兼コメンテーター
- 人生が変わる1分間の深イイ話（2008年2月25日 - 2022年3月21日、司会）
- 日テレ系音楽の祭典 ベストアーティスト（2009年 - ）
- 天才じゃなくても夢をつかめる10の法則（2010年、武田鉄矢・ベッキーと共に司会）
- うわっ!ダマされた大賞（2010年 - ）

### フリー転向後
情報・ワイドショー番組
| 期間                         | 期間                         | 番組名                                 | 役職 |
| ---------------------------- | ---------------------------- | -------------------------------------- | --- |
| 2011年4月                    | 2015年9月                    | モーニングバード（テレビ朝日）         | 総合司会 |
| 2015年10月                   | 現在                         | 羽鳥慎一モーニングショー（テレビ朝日） | 総合司会 |
| 2019年1月                    | 2019年12月                   | 羽鳥×宮本 福岡好いとぉ（九州朝日放送） | 司会 |
| 2020年7月23日・2021年10月7日 | 2020年7月23日・2021年10月7日 | ヒルナンデス!（日本テレビ）            | 『ファッションセンスランキング男性アナウンサーSP』ゲスト出演 ※その他にも、番組企画によるコーナーのVTRにて随時出演 |

バラエティ・ラジオ・単発特別番組
- 羽鳥慎一 とくモリ!歌謡サタデー（ニッポン放送、2011年5月14日）- 自身が担当した『ズームイン!!』シリーズの初代総合司会であり、日本テレビのアナウンサーとしても先輩である徳光和夫が担当している番組ではあるが、徳光が休暇を取る上で直々に羽鳥にオファーして実現した。
- 鳥人間コンテスト選手権大会（読売テレビ、2011年・第34回 - 、司会・実況担当）
- 24時間テレビ 「愛は地球を救う」（日本テレビ、2011年・第34回 - 、司会）
- 恋のシンクロ率（NHK総合、2011年12月25日、司会）
- 日テレ系音楽の祭典 音楽のちから2012（日本テレビ、2012年3月7日、司会）
- 未来シアター（日本テレビ、2012年4月6日 - 2015年3月27日、司会）
- THE MUSIC DAY（日本テレビ、2013年 - 、司会）
- 得する人損する人（日本テレビ、2013年10月10日 - 2018年9月13日、MC）
- サントリー1万人の第九 "10000 Freude"（毎日放送制作・TBS・北海道放送・CBCテレビ・RKB毎日放送・東北放送など、2013年以降、総合司会）
- キャラオケ18番（日本テレビ、2015年4月12日 - 2015年9月27日、店長）
- チカラウタ（日本テレビ、2015年10月18日 - 2017年12月24日、常連客）
- 橋下×羽鳥の番組（テレビ朝日、2016年4月11日 - 2017年9月25日、司会）
- 1億3000万人のSHOWチャンネル（日本テレビ、2021年1月16日 - 2024年3月16日、進行）- 旧ジャニーズ事務所〈現：STARTO ENTERTAINMENT〉に関する性加害問題を受け終了
- クイズタイムリープ（日本テレビ、2024年8月11日、2025年8月20日、解答者）

### テレビドラマ
日本テレビ時代
- 芸能界風雲録 一寸先は闇（2006年8月1日、アナウンサー役）
- バンビ〜ノ! 第6話（2007年5月23日、客A役）

フリー転向後
- 間違われちゃった男（2013年4月 - 6月、フジテレビ）- 長谷川好吉 役
- 相棒Season13 第10話（2015年1月1日、テレビ朝日）- リポーター 役
- 恋がヘタでも生きてます 第7話（2017年5月18日、日本テレビ）- 『バスキア』の社員役
- ドクターX〜外科医・大門未知子〜 第6期・第3話（2019年10月31日、テレビ朝日）- もんじゃ焼き屋で大門未知子（演：米倉涼子）の隣に座った常連客役で玉川徹と共にゲスト出演
- 逃亡者 (2020年のテレビドラマ)（2020年12月5・6日、テレビ朝日）- 本人役

### テレビアニメ
- スマイルプリキュア! 第8話（2012年3月25日、朝日放送〈現：朝日放送テレビ〉）- カメオ出演

### 映画
- 巌流島-GANRYUJIMA-（2003年） - 侍役
- ゴジラ FINAL WARS（2004年） - TVレポーター役[4]
- メゾン・ド・ヒミコ（2005年） - アナウンサー役
- ALWAYS 三丁目の夕日（2005年） - 通行人役
- ALWAYS 続・三丁目の夕日（2007年） - 新聞記者役
- 20世紀少年 第2章 最後の希望（2009年） - アナウンサー役
- ヤッターマン（2009年） - アナウンサー役
- ごくせん THE MOVIE（2009年） - カメオ出演
- カラスコライダー（2009年） - カメオ出演
- 書道ガールズ!! わたしたちの甲子園（2010年） - 魚屋の主人役
- BECK（2010年） - カメオ出演
- トリガール!（2017年） - 大会アナウンサー 役[32]

### 劇場アニメ
- 茄子 アンダルシアの夏（2003年） - 実況アナウンサー 役
- 崖の上のポニョ（2008年） - アナウンサー 役
- サマーウォーズ（2009年） - アナウンサー 役・池沢佳主馬父 役
- 借りぐらしのアリエッティ（2010年） - 郵便配達員 役
- クレヨンしんちゃん 嵐を呼ぶ!オラと宇宙のプリンセス（2012年） - ハトリシン 役[33]
- 天気の子（2019年）[34]
- STAND BY ME ドラえもん 2（2020年） - 入れかえロープ 役[35]

### ミュージック・ビデオ
- 東方神起 - Kiss The Baby Sky
- FUNKY MONKEY BABYS - ヒーロー

### 雑誌
- TV Japan （2007年 - 2010年、東京ニュース通信社隔月連載）

### ラジオ
- 垣花・羽鳥・藤井のフリーなラジオ（2024年12月10日･12月13日、ニッポン放送）

## CD
- 書道ガールズ!! わたしたちの甲子園 オリジナル・サウンドトラック（バップ 2010年4月）リコーダー演奏による「由佳理と笛」収録

## DVD
- ズームしか知らないファンモンのすべて〜目の前には未来が待っている〜